# Абдул Рахман (шеху Борну)
Абдул Рахман (Абд-ар Рахман) (*д/н — 1854) — 3-й шеху (володаря) Борну в 1853—1854 роках. Повне ім'я Абдул-Рахман ібн Мухаммад аль-Амін аль-Канемі.

## Життєпис
Походив з династії Канемі. Син Мухаммада аль-Аміна I, шеху Борну. Про дату народження та молоді роки Умара відомостей обмаль.
Після смерті батька 1837 року владу успадкував брат Абудл Рахмана — Умар I. Залишався тривалий час вірним останньому. Боровся з братом-шеху проти Вадайського султанату в 1846 році, зумівши зберегти владу своєї династії в державі. Потім очолював війська проти повсталих племен і держав, зокрема Ібрагіма, султана Дамагараму, племен тубу і шуа. Проте зрештою вони були невдалими для Борну.
1853 року внаслідок конфлікту з вазирем Хадж-Беширом вирішив повстати проти брата, якого невдовзі повалив. Після цього почалася боротьба за трон, оскільки Умар I знайшов підтримку на півдні держави. 3 вересня 1854 року Абдул Рахмана було повалено. Втім він за підтримки султаната Вадай продовжив боротьбу до грудня 1854 року, коли загинув у битві або від хвороби.